# 埃尔斯科普
埃尔斯科普是德国石勒苏益格－荷尔斯泰因州的一个市镇。总面积7.34平方公里，总人口155人，其中男性79人，女性76人（2011年12月31日），人口密度21人/平方公里。